# 埃克斯韦勒
埃克斯韦勒是德国莱茵兰-普法尔茨州的一个市镇。总面积3.69平方公里，总人口136人，其中男性73人，女性63人（2011年12月31日），人口密度37人/平方公里。